# Jean-Jacques Paulet
Jean-Jacques Paulet (26 de abril de 1740 - 4 de agosto de 1826) fue un médico y micólogo francés.

## Biografía
Paulet nació en Anduze, Francia, y estudió medicina en Montpellier, donde recibió su doctorado en marzo de 1764. Publicó en París en 1765 un libro titulado d’Histoire de la petite vérole, avec les moyens d’en préserver les enfants... (Historia de la viruela, con los medios para proteger a los niños ...), que fue seguido por una traducción al francés del libro sobre la viruela de Abu Bakr Mohammad Ibn Zakariya al-Razi (siglo noveno o décimo). Completó esta serie de obras con tres libros más, publicados en París entre 1768 y 1776, en los que describió medidas a gran escala de la protección contra la viruela.
Paulet estaba interesado en el ergotismo y publicó varios estudios en Mémoires de l'Académie de Médecine junto a científicos como Henri Alexandre Tessier (1741-1837) y Charles Jacques Saillant (1747-1814). También era conocido por su oposición al magnetismo animal.
En 1805 publicó un tratado sobre la picadura de víbora áspid y en 1815 una revisión de la historia de la medicina por Sprengel. Su experiencia en micología se resumió en Traité complet sur les champignons (1775), que se consideró un trabajo seminal sobre hongos. Le seguiría en 1791 Traité complet sur les champignons y otros dos libros sobre botánica: Examen de l'ouvrage de M. Stackhouse sur les genres de plantes de Théophraste (1816) y La Botanique ou Flore et Faune de Virgile (1824).

## Honores

### Membresías
Paulet fue elegido para la Academia de Ciencias Francesa en la sección de medicina y cirugía el 22 de octubre de 1821.

### Eponimia
- Pauletia Cav. 1799 sinonimia Bauhinia L. 1753
- Agaricus pauletii Fr. 1838
- Polyporus pauletii Fr. 1838

- La abreviatura «Paulet» se emplea para indicar a Jean-Jacques Paulet como autoridad en la descripción y clasificación científica de los vegetales.[1]